# Yanai, Yamaguchi
Yanai (柳井市 Liễu Tỉnh thị) là một thành phố thuộc tỉnh Yamaguchi, Nhật Bản.